# Николоз Бердзенишвили
Николоз Бердзенишвили (на грузински: ნიკოლოზ ბერძენიშვილი) е грузински историк, академик (1944 г.) и вице-президент (1951 – 1957 г.) на Грузинската национална академия на науките.
Роден е на 8 януари 1895 година (27 декември 1894 година стар стил) в Гоголесубани. През 1926 година завършва Тбилиския университет, където след това преподава, а от 1948 година оглавява катедрата по история на Грузия. Работи главно в областта на средновековната история.
Николоз Бердзенишвили умира на 17 юли 1965 година в Тбилиси. Погребан е в Пантеона „Мтацминда“.